# Iglesia de San Sebastián (Panguipulli)

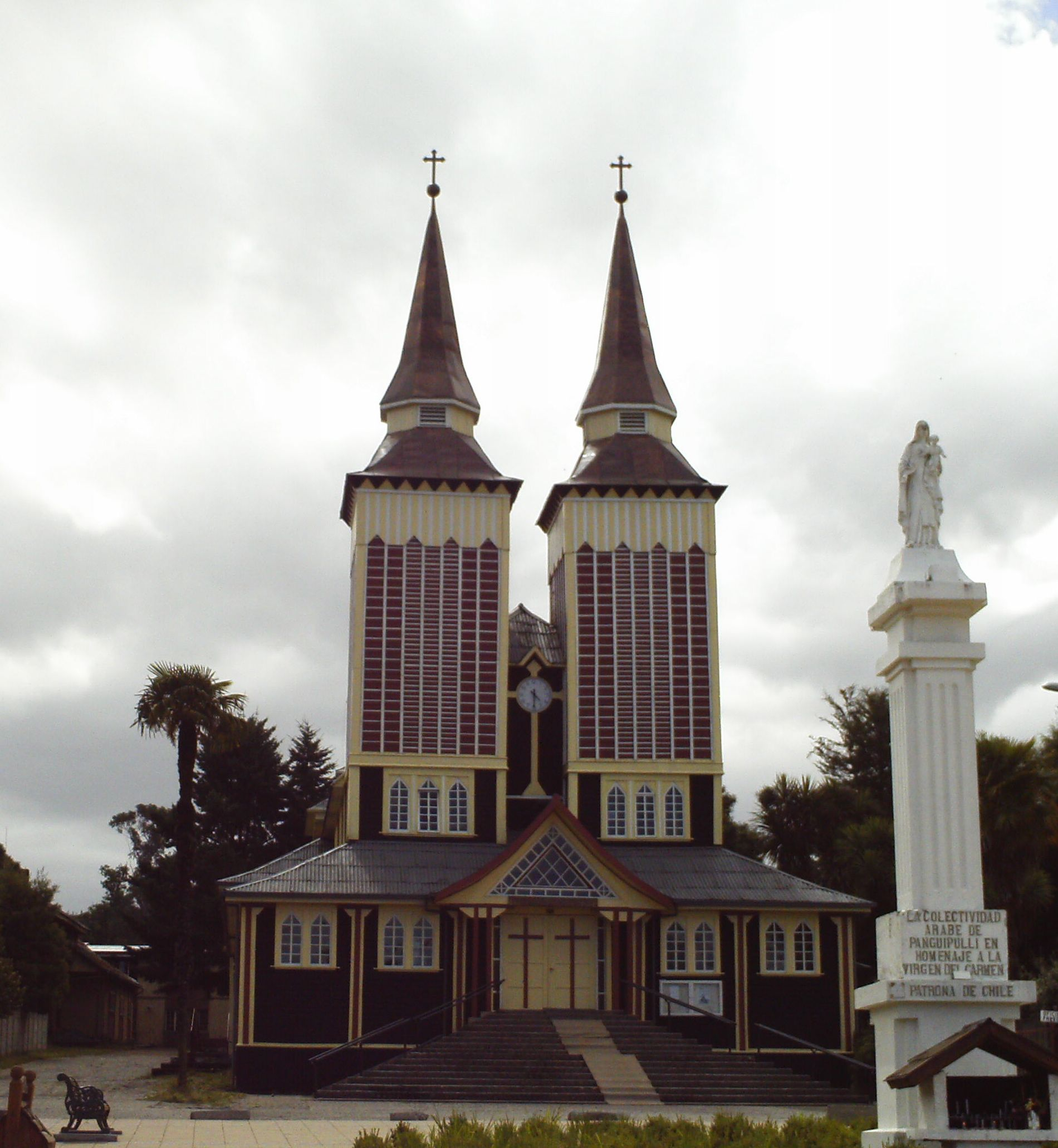
Parroquia de San Sebastián de Panguipulli

## Historia
La Misión de Panguipulli fue fundada en 1903 por Bucardo María de Rottingen, Primer Prefecto Apostólico de Araucanía, y fue dedicada a San Sebastián. El Padre Donato y el hermano Inocente fueron los primeros bávaros que llegaron a Panguipulli. Posteriormente se hizo cargo de la Misión el Padre Sigisfredo Schneider, hombre carismático y relevante en la historia de la ciudad. Fue un comprometido defensor de los mapuches, que seguían siendo víctimas de la rapiña y pillaje. El Padre Sigisfredo debió recurrir a la prensa de Valdivia, Concepción y Santiago para dar a conocer a las autoridades las reiteradas torpelías cometidas por algunos colonos. Posteriormente se incorporaron a la Misión otros capuchinos pioneros, los que desarrollaron una intensa labor civilizadora, evangelizadora y cultural. Estos fueron: Inocencio Sponbrucker de Viehausen, mueblista, carpintero y escultor, notable tallador de altares; Guillermo Hartl, superior regular de los Capuchinos, más tarde obispo y vicario apostólico de la Araucanía; Bernabé de Lucerna, hermano Thiemo Zierhut de Salzburg. Estuvo en Panguipulli desde comienzos del siglo XX hasta su fallecimiento en 1955. El padre Sigisfredo Schneider falleció en San José de la Mariquina en 1954. Sus restos trasladados posteriormente a Panguipulli "tierras en las que dejó toda una vida de esfuerzo, trabajo y fe" -señala Bernedo-. Una de las calles principales de la ciudad se ha honrado con su nombre"

## Iglesia Parroquial
La iglesia parroquial de Panguipulli es una de sus postales clásicas. Es obra del sacerdote capuchino Bernabé de Lucerna, autor también del hospital de la ciudad y el edificio municipal. Fue construida en 1947 e inspirada en modelos suizos, patria originaria de su autor.

## Listado de Párrocos
- Donato de Refflesdorf
- Sigisfredo de Franhausi
- Bernabe de Lucerna
- Policarpo Waleh
- Alfredo Lindahuer
- Óscar Moser
- Gabriel Kaiser
- Leonardo Rodríguez
- Luis Riedel
- Elmar Boss
- Miguel Heringer
- Juan Bauer
- Severiano Alcaman
- Francisco Peralta

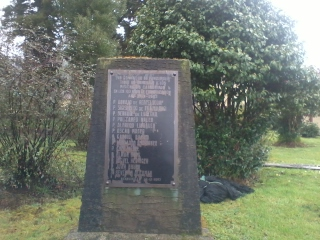
Placa con el listado de los párrocos desde 1903 hasta 2003 en conmemoración a los 100 años de la misión Capuchina

- José Alejandro Gutiérrez Manríquez